# 선형 주사 전위법

선형 전위 스캔

분석화학에서 선형 주사 전위법(영어: Linear sweep voltammetry)은 작업 전극에서 전류를 측정하는 전압전류법의 한 방법으로, 작업 전극과 기준 전극 사이의 전위를 시간에 따라 선형적으로 주사한다. 물질의 산화·환원 반응은 해당 물질이 산화되거나 환원되기 시작하는 전위에서 전류 신호의 피크 또는 트로프(trough)로 기록된다.

## 실험 방법

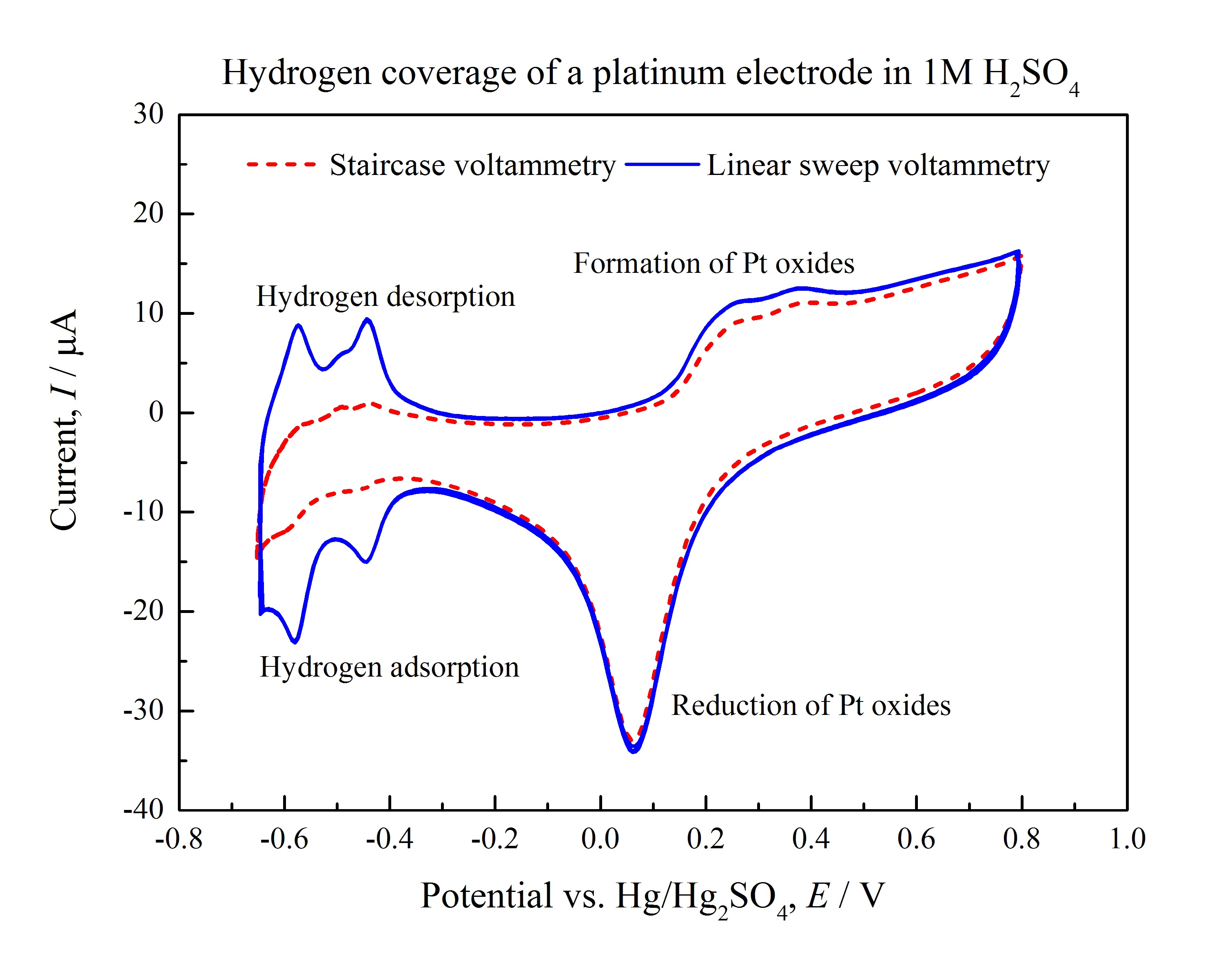
선형 주사 순환 전압전류법과 계단식 순환 전압전류법에 의해 1M 황산에서 백금 디스크 전극의 전류 응답 비교. 계단식 전압전류법은 비패러데이성 수소 흡착을 억제한다.

선형 주사 전위법의 실험 설정은 전위차계와 삼전극 설정을 활용하여 용액에 전위를 가하고 전류의 변화를 모니터링한다. 삼전극 설정은 작업 전극, 보조 전극, 그리고 기준 전극으로 구성된다. 전위차계는 삼전극 설정을 통해 전위를 가한다. 작업 전극을 통해 전위 E가 가해진다. 전위 대 시간 그래프의 기울기는 스캔 속도라고 불리며 mV/s에서 1,000,000V/s까지 다양하다.
작업 전극은 산화·환원 반응이 일어나는 전극 중 하나로, 이 전극에서 일어나는 과정들이 모니터링된다. 보조 전극(또는 상대 전극)은 작업 전극에서 일어나는 과정과 반대되는 과정이 일어나는 전극이다. 이 전극에서 일어나는 과정은 모니터링되지 않는다. 아래 방정식은 작업 전극 표면에서 일어나는 환원의 예를 보여준다. Es는 A의 환원 전위이다 (만약 전해질과 전극이 표준 조건에 있다면, 이 전위는 표준 환원 전위이다). E가 Es에 접근함에 따라 표면의 전류가 증가하며, E = Es일 때 A의 농도는 표면에서 산화/환원된 A의 농도와 같아진다 ([A] = [A−]). 작업 전극 표면의 분자들이 산화/환원됨에 따라 표면에서 멀어지고 새로운 분자들이 작업 전극 표면과 접촉한다. 전자의 전극 안팎으로의 흐름이 전류를 발생시킨다. 전류는 전극-전해질 계면을 통해 전자전달되는 속도의 직접적인 측정값이다. 이 속도가 전해질의 벌크에서 전극 표면으로 산화 또는 환원되는 물질이 확산되는 속도보다 높아지면, 전류는 평탄화되거나 피크를 나타낸다.
{\displaystyle {\ce {A + e- <=> A-}},\ E_{s}=0.00V}
작업 전극 표면에서 분자 A의 환원.
보조 전극과 기준 전극은 함께 작동하여 작업 전극에 의해 추가되거나 제거된 전하의 균형을 맞춘다. 보조 전극은 작업 전극의 균형을 맞추지만, 얼마나 많은 전위를 추가하거나 제거해야 하는지 알기 위해 기준 전극에 의존한다. 기준 전극은 알려진 산화·환원 전위를 갖는다. 보조 전극은 기준 전극을 특정 환원 전위에 유지하려고 하며, 이를 위해 작업 전극의 균형을 맞춰야 한다.

## 특성 파악
선형 주사 전위법은 미지의 물질을 식별하고 용액의 농도를 결정하는 데 사용될 수 있다. E1/2는 미지의 물질을 식별하는 데 사용될 수 있으며, 한계 전류의 높이는 농도를 결정할 수 있다. 전류 변화 대 전압의 민감도는 스캔 속도를 증가시킴으로써 높일 수 있다. 초당 더 높은 전위는 작업 전극 표면에서 더 많은 물질의 산화/환원을 초래한다.

## 변형
가역 반응의 경우 순환 전압전류법을 사용하여 정반응 및 역반응에 대한 정보를 찾을 수 있다. 선형 주사 전위법과 마찬가지로 순환 전압전류법은 시간에 따라 선형 전위를 가하며, 특정 전위에서 전위차계는 가해진 전위를 역전시켜 시작점으로 되돌아간다. 순환 전압전류법은 산화 및 환원 반응에 대한 정보를 제공한다.

## 응용
순환 전압전류법이 선형 주사 전위법이 사용되는 대부분의 경우에 적용 가능하지만, 선형 주사 전위법이 더 유용한 경우도 있다. 반응이 비가역적인 경우 순환 전압전류법은 선형 주사 전위법이 제공하는 추가 데이터를 제공하지 않는다. 한 예로, 선형 전압전류법이 생체 음극을 통한 직접 메탄 생산을 조사하는 데 사용되었다. 이산화탄소로부터의 메탄 생산은 비가역 반응이기 때문에 순환 전압전류법은 선형 주사 전위법에 비해 어떠한 뚜렷한 이점도 제공하지 않았다. 이 그룹은 생체 음극이 일반 탄소 음극보다 더 높은 전류 밀도를 생산했으며, 수소 가스 없이도 직접 전류로부터 메탄이 생산될 수 있음을 발견했다.

## 같이 보기
- 전압전류법
- 순환 전압전류법
- 전기분석법